# Time Quest, La Máquina del Tiempo
La Máquina del Tiempo (たいむとらぶる トンデケマン! Taimu Toraburu Tondekeman?) es una serie de anime dirigida por Kunihiko Yuyama y Akira Sugino. Fue escrita por Junki Takegami y producida por el presidente de la red Animax, Masao Takiyama. Fue transmitida originalmente por Fuji Television en Japón entre el 19 de octubre de 1989 y el 26 de agosto de 1990.
La versión español se transmitió en TVC a partir de México.

## Sinopsis
La serie comienza cuando Hayato, un entusiasta del fútbol, y su novia Yumi, una aspirante a músico, fueron a visitar el laboratorio del Dr. Leonard. Activaron accidentalmente a Tondekeman, una tetera divertida que los transportó hace muchos siglos.
En Bagdad, Hayato y Yumi se reúnen, pero se separaron de Tondekeman. Se encuentran con Aladdin, el príncipe Dandarn y la princesa Shalala. También se encuentran con el astuto Abdullah que siempre está listo para secuestrar a la princesa para que pueda casar a la princesa con su maestro.
Nuestros héroes llegan a diferentes lugares y tiempos y se encuentran con varias figuras históricas y literarias mientras siguen a Abdullah mientras escapa a través del tiempo para secuestrar a la princesa.
Hayato y Yumi están atrapados en el pasado hasta que obtienen a Tondekeman de la posesión de Abdullah.

## Personajes
- Yuji Mitsuya como Hayato Shindou, un entusiasta del fútbol.
- Kumiko Nishihara como Yumi Arama, la novia de Hayato y un aspirante a músico.
- Shigeru Chiba como Tondekeman, una máquina del tiempo tipo caldera.
- Akira Kamiya como príncipe Dandarn, el príncipe de Bagdad.
- Rei Sakuma como princesa Shalala, la princesa de Bagdad.
- Yuko Mita como Aladdin, un niño ladrón, tiene un dragón mascota llamado Doramusko
- Junpei Takiguchi como Abdullah, un mago hechicero en el Imperio Horrus.
- Shigeru Chiba como Dr. Leonard, inventor de Tondekeman.
- Shigezou Sasaoka como Genio de la lámpara, un genio de risa y superhéroe.